# Schattenmann
Schattenmann (нем. «Человек-тень») — это немецкая группа из г. Нюрнберга, образованная бывшим гитаристом Stahlmann Франком Херцигом, играющая в стиле Neue Deutsche Härte с элементами индастриала, готики и метала.
«У каждого из нас есть скрытая сторона личности. В виде неудовлетворенных желаний, стремлений или даже совесть человека. Мы освещаем эту сторону в нас с помощью музыки. Кроме того, мы используем УФ-эффекты и игру света и тени на сцене», — говорит вокалист Франк Херциг.

## История
История группы началась с загадки идентификации личности вокалиста. Музыканты выложили на YouTube несколько видеофрагментов, предлагая слушателям определить, кто является её основателем. В видео использовались отрывки будущих песен.
Помимо Франка Херцига (вокалиста, автора песен и композитора) участниками группы являются братья Ян (гитара) и Люк Зук (бас). Франк и Ян ранее сотрудничали в рамках другого музыкального проекта под названием "Herz!g". С начала основания Schattenmann (в сентябре 2016 года) до 2017 года барабанщиком в ней был Патрик Шотт. В 2017 году на смену ему пришел Нильс Кинциг.
В феврале 2017 года группа впервые отправилась в тур вместе с Heldmaschine. К этому туру тиражом, лимитированным до 500 копий, был издан Tour EP, содержащий всего 3 песни и акустическую версию одной из них («Gekentert (Unplugged)»), на которую был выпущен снятый самими музыкантами клип. Все диски были распроданы.
11 марта 2017 года они выступили как группа на разогреве у Stahlmann в клубе Backstage в Мюнхене.
В последующие месяцы Schattenmann выступали на различных фестивалях, таких как Sturm auf die Bastille в Берлине (22 апреля 2017 года), Gothic meets Rock Festival в Кирспе (27 мая 2017 года) и на фестивале Rock4Peace в порту Фленсбурга (9 сентября 2017 года). На Rock4Peace Schattenmann представили нового барабанщика Нильса Кинцига, так как Патрик Шотт покинул группу в августе 2017 года по причине невозможности совмещения своей музыкальной деятельности с основной работой. Затем, в период с октября по ноябрь, Schattenmann снова «разогревали» Heldmaschine и выступали на различных мероприятиях, таких как Nacht der Helden в Turbinenhalle Oberhausen (29 декабря 2017 года).
После первых шоу в 2017 году группа подписала контракт с лейблом «Drakkar Entertainment», и в марте 2018 года вышел дебютный полноформатный альбом Schattenmann под названием «Licht an». В его поддержку последовали выступления на разогреве у Megaherz, Unzucht и Hämatom. Уже летом Schattenmann выступили на главной сцене одного из крупнейших немецких фестивалей M’era Luna. Фестивали Black Castle и Hexentanz подкрепили их успех.
За «Gekentert (Unplugged)» последовали ещё четыре видеоклипа. «Licht an» представлял собой ролик в формате 360-градусной съемки. «Generation SEX» был провокационным и вызвал противоречивую реакцию аудитории. «Brennendes Eis» снял самобытный клипмейкер Мирко Вицки. «Gekentert» в альбомной версии — это нарезка из выступлений группы на сцене и послеконцертного общения с фанатами.
В октябре 2018 года группа отыграла первое собственное хэдлайнер-шоу, исполнив все песни с нового альбома, в Оберхаузене. Затем они отправились в тур с Feuerschwanz.
В конце января 2019 года Schattenmann подписали контракт с крупным хеви-метал лейблом AFM Records, базирующимся в Гамбурге.
В марте 2019 года группе предстоял тур «Licht an». Билеты на шоу в Гамбурге и Ганновере были полностью раскуплены. Группа отыграла в Германии, Австрии и Швейцарии.
Почти сразу музыканты начали работу над новым альбомом «Epidemie». На новом альбоме группа много экспериментировала со звучанием и возможностями голоса Франка. Для «Эпидемии» характерны более быстрый темп, агрессивные риффы. Выходу альбома предшествовал релиз четырёх видеороликов: двух с текстами песен «Kopf durch die Wand», «F.U.C.K.Y.O.U.», и двух полноценных клипов — «Ruf der Engel» и «Epidemie». Позднее вышел клип на песню «Schwarz = Religion», в котором вместе с Schattenmann можно увидеть участников групп Megaherz, Hämatom, Eisfabrik, Heimataerde, а также фанатов коллектива.
Со своим альбомом «Epidemie» Schattenmann заняли 32-е место в Официальных немецких чартах, а в Немецких альтернативных чартах группа вышла на первое место.
После череды весенне-летних фестивалей в 2019 году, в числе которых были Plage Noire, известные WGT и Amphi, группа отыграла второй полноценный тур «Epidemie», начало которому было положено в Вуппертале 2 октября 2019 года. Тур охватил Германию и Швейцарию, группу «разогревали» Dunkelsucht и Kissin’ Black. Последний концерт тура прошел в клубе Backstage Halle в Мюнхене 16 ноября 2019 года. 26 декабря 2019 года Schattenmann выступили на фестивале, организуемом группой Hämatom, — Dämonentanz в Трокау.
22 ноября 2019 года Schattenmann выпустили ремикс на песню Eisfabrik «And Nothing Turns» с альбома «Rotationsausfall in der Eisfabrik».
В 2020 году ввиду введения ограничений на культурные мероприятия из-за пандемии коронавируса было пересено как продолжение тура «Epidemie» самой группы, так и их тур c Eisbrecher. Осенью стали возможными только два выступления: 18 сентября на фестивале, организованном группой Feuerschwanz, под названием Metfest в Мёнхенгладбахе — и 25 сентября в мюнхенском клубе «Backstage».
С начала апреля 2020 года на официальном YouTube-канале группы выходит подкаст с ее участниками «SCHATTENLAND (Der Dunkle Podcast)» («Страна теней (Тёмный подкаст)») в аудио-, а с некоторого времени и видеоформате. Аудиоверсию можно также прослушать на Spotify.
23 июля 2020 года на всех музыкальных платформах стал доступен EP с двумя ремиксами — «Eisfabrik против Schattenmann». В него вошли новый ремикс Schattenmann на песню Eisfabrik «Opposites Collide» и ремикс Eisfabrik на песню Schattenmann «Epidemie».
В честь четырехлетнего юбилея группы Schattenmann отыграли онлайн-концерт, который транслировался 27 февраля 2021 года на YouTube.
23 апреля 2021 года группа представила первый сингл с будущего альбома под названием «Chaos» — «Choleriker». Клип на песню был снят самой группой, видео монтировал басист Люк Зук. 25 июня 2021 года состоялся релиз второго сингла и видео к нему «Cosima». 6 августа 2021 года вышел третий сингл — «Abschaum». Четвертым синглом стал «Spring» (2021) в соавторстве с Ханнесом и Вито из J.B.O. (2021). Последним синглом с альбома «Chaos» стал одноименный трек (2021).
В апреле-мае 2023 года Schattenmann отыграли собственный тур под названием «Chaos». 20 мая 2023 года состоялось выступление на фестивале «Unter schwarzer Flagge» на корабле MS RheinEnergie в Кёльне с такими группами, как Eisbrecher, Die Krupps и Wisborg.
После более чем годового отсутствия новых релизов группы 9 декабря 2022 года был выпущен первый сингл с готовящегося четвертого студийного альбома — «Menschenhasser». В последующие месяцы вышли «Hände hoch» (10 февраля 2023 года), «Dickpic» (31 марта 2023 года), «Jeder ist schlecht» (5 мая 2023 года) и «Día de muertos» (9 июня 2023 года). Все пять синглов сопровождались музыкальными видеоклипами, которые, как и «Epidemie» и «Spring», снова были сняты Робертом Груссом. С мая по июль 2023 г. Schattenmann выступали на разогреве у Eisbrecher в их туре «Liebe macht Monstour 2023». Четвертый студийный альбом «Día de muertos» был выпущен незадолго до окончания тура, 30 июня 2023 года, как и его предшественники, на музыкальном лейбле AFM Records и доступен как в цифровом виде, так и в виде бокс-сета, CD и виниловой пластинки. Альбом занял 10-е место в Официальных немецких чартах.
В ноябре 2023 года Schattenmann совместно с Tanzwut выпустили кавер-версию песни «Komet» (Apache 207 и Udo Lindenberg). Клип на нее снял Роберт Грусс.
В 2024 году в рамках тура «Día de muertos» группа посетила крупные немецкие города и австрийскую столицу Вену. Их разоревал молодой коллектив Wisborg.
Кроме того, они отыграли на таких фестивалях, как WGT, Merseburger Schlossfestspiele, Burning Pants, Wisdom Tooth Festival и Amphi. Группа выступила совместно со старшими коллегами Eisbrecher на Sommer am Kiez в Аугсбурге и Гёрлице. В конце августа ожидается выступление коллектива на фестивале Maskenball, организованном Hämatom, в Гельзенкирхене, а также завершение тура «Día de muertos» с кульминацией — собственным мини-фестивалем Schattenspiele в Нюрнберге в декабре.

## Музыкальный стиль
Группа обозначает свое звучание как NDH 2.0, то есть NDH нового поколения.
Изначально это типичная Neue Deutsche Härte с запоминающимися мелодиями. Это жесткие гитарные риффы, импульсивные барабаны, холодный, чистый вокал и тексты песен, в которых много личного. Поэтому группу часто сравнивают с Eisbrecher, Megaherz и Rammstein. Отличают же Schattenmann мелодичные полнотекстовые припевы (NDH свойственны припевы, состоящие из одного повторяющегося слова), более быстрое и танцевальное звучание.

## Состав
- Франк Херциг (род. 23 июля) — живет и работает в Нюрнберге. Херциг является вокалистом группы Schattenmann. Он учился в Мюнхенском гитарном институте и окончил его в 2009 году по классу гитары и электрогитары. Херциг преподает эти инструменты в нескольких школах. В 2013 году он с отличием окончил Федеральную академию музыкального образования молодежи в Троссингене. Он получил известность как участник групп Herz!g, Stahlmann и Schattenmann. В дополнение к своей деятельности в качестве преподавателя игры на гитаре и музыканта, он работает звукоинженером.
- Нильс Кинциг (род. 6 декабря 1992 года) проживает в Хунсрюке и является барабанщиком группы. Он учился игре на ударных в Регенсбурге и Нью-Йорке. Помимо музыкальной деятельности в составе Schattenmann, Кинциг работает государственным сертифицированным руководителем хоров и ансамблей с дополнительной педагогической квалификацией и дает уроки игры на ударных. В 2016 году он уже получил региональную известность благодаря выступлениям со своим акустическим трио «Whoobers».
- Люк Зук живет в Нюрнберге, является бас-гитаристом группы Schattenmann и братом Яна. С 2016 по 2019 год он учился в Университете имени Фридриха Александра в Эрлангене-Нюрнберге и получил там степень бакалавра по экономической географии.
- Ян Зук живет в Нюрнберге и является гитаристом группы Schattenmann. Зук ранее играл на бас-гитаре в группе Herz!g вместе с Франком Херцигом. Он изучал бизнес-администрирование и бизнес-психологию в FOM (Высшая школа экономики и менеджмента), в данный момент работает.

## Дискография
Альбомы
- 2018: Licht an («Drakkar Entertainment»)
- 2019: Epidemie (AFM Records)
- 2021: Chaos (AFM Records)
- 2023: Día De Muertos (AFM Records)

Синглы и видеоклипы
- 2018: Licht an
- 2018: Generation SEX
- 2018: Brennendes Eis
- 2019: Kopf durch die Wand
- 2019: F.U.C.K.Y.O.U.
- 2019: Ruf der Engel
- 2019: Epidemie
- 2019: Schwarz = Religion (feat. Megaherz, Nord, Eisfabrik, Heimataerde)
- 2020: Epidemie // Eisfabrik Remix
- 2021: Choleriker
- 2021: Cosima
- 2021: Abschaum
- 2021: Spring
- 2021: Chaos
- 2022: Menschenhasser
- 2023: Hände hoch
- 2023: Dickpic
- 2023: Jeder ist schlecht
- 2023: Día De Muertos
- 2023: Komet (с Tanzwut). Кавер на: Apache 207 и Udo Lindenberg